# Sedem samurajev
Sedem samurajev (japonsko 七人の侍, Hepburn Shichinin no Samurai) je japonski epski samurajski dramski film iz leta 1954, ki ga je režiral in montiral Akira Kurosava ter zanj napisal tudi scenarij skupaj s Šinobujem Hašimotojem in Hideom Ogunijem. Zgodba je postavljena v leto 1586 in obdobje Sengoku. Prikazuje skupino vaških kmetovalcev, ki najame sedem roninov za boj proti banditski tolpi. Napad slednje pričakujejo po žetvi in spravilu pridelkov.
Film je bil premierno prikazan 26. aprila 1954 ter bil nominiran za dva oskarja in tri nagrade BAFTA, prejel je tudi srebrnega leva na Beneškem filmskem festivalu. Kritiki ga vseskozi uvrščajo med najboljše filme vseh časov, tudi v anketah Sight & Sound in Rotten Tomatoes.  V BBC-jevi anketi mednarodnih filmskih kritikov leta 2018 je bil izbran za najboljši tujejezični film vseh časov. Velja tudi za enega najvplivnejših filmov, saj je bil velikokrat ponovno posnet in predelan v druge filme ali pa se le-ti sklicujejo nanj.

## Vloge
Sedem samurajev
- Toširo Mifune kot Kikučijo (菊千代, Kikuchiyo)
- Takaši Šimura kot Kambei Šimada (島田勘兵衛, Shimada Kanbei)
- Isao Kimura kot Kacuširo Okamoto (岡本勝四郎, Okamoto Katsushirō)[6]
- Minoru Čiaki kot Heihači Hajašida (林田平八, Hayashida Heihachi)
- Seidži Mijaguči kot Kjuzo (久蔵, Kyūzō)
- Jošio Inaba kot Gorobei Katajama (片山五郎兵衛, Katayama Gorōbei)

Vaščani
- Jošio Cučija kot Rikiči (利吉, Rikichi)
- Bokuzen Hidari kot Johei (与平, Yohei)
- Jukiko Šimazaki kot Rikičijeva žena
- Kamatari Fudživara kot Manzo (万造, Manzō)
- Keiko Cušima kot Šino (志乃, Shino)
- Kokuten Kodo kot Gisaku (儀作)
- Jošio Kosugi kot Mosuke

Ostali
- Šinpei Takagi kot šef banditov[7]
- Šin Otomo kot pomočnik šefa banditov
- Haruo Nakadžima kot bandit[7]
- Eidžiro Tono kot tat[7]
- Acuši Vatanabe kot prodajalec peciva
- Jun Tatara kot delavec
- Sačio Sakai kot delavec
- Takeši Seki kot delavec
- Tacuja Nakadai kot samuraj